# 3-(Hydroxymethyl)indol
3-(Hydroxymethyl)indol ist eine chemische Verbindung aus der Gruppe der Indole.

## Gewinnung und Darstellung
3-(Hydroxymethyl)indol kann durch Reduktion von 3-Formylindol mit Natriumborhydrid (NaBH4) gewonnen werden.

## Vorkommen
3-(Hydroxymethyl)indol entsteht beim Abbau des Senfölglykosids Glucobrassicin. Es ist auch als Nahrungsergänzungsmittel erhältlich.

## Pharmakologische Eigenschaften
3-(Hydroxymethyl)indol wird teilweise während der Verdauung in Diindolylmethan umgesetzt. In Zellkulturstudien und im Tiermodell wurden bei beiden Substanzen antikarzinogene Eigenschaften beschrieben. Bei klinischen Prüfungen zeigte sich dagegen, dass beide Substanzen weder bei Gebärmutterhalskrebs, noch anderen Krebsarten wirken.